# La perdiguera
La perdiguera (La Gibecière) és un quadre d'André Derain dipositat al Museu de l'Orangerie de París.

## Història
Tot i que André Derain estava especialment interessat en la representació de la figura humana i de paisatges, a partir del 1910, després d'un viatge per Espanya, atorga a la natura morta un lloc preponderant dins de la seua producció. Segurament, el pintor admirà les sàvies escenificacions dels mestres del Segle d'Or espanyol, encara que les seues composicions estables i equilibrades s'inspiren essencialment en la tradició francesa.

## Descripció
Quan va tornar d'Espanya, André Derain va començar a pintar taules decorades com la d'aquest quadre on veiem una becada morta damunt la taula i fora de la perdiguera. El sarró és penjat d'un clau que també té dos corns de pólvora. Els altres objectes (la cistella, el gerro, la copa, etc.) estan representats des d'un punt de vista no realista que tendeix al cubisme. Això va ésser fet intencionadament pel pintor per a intentar concentrar-se en els efectes que la llum i les ombres produïen sobre els objectes. La composició està molt ben construïda i recolzada per una tela de color rosa a la part superior dreta. A més, en aquest oli sobre tela de 116 × 81 cm, rigorosament frontal, el motiu principal de la perdiguera i dels corns de pólvora queda emmarcat i realçat pel plec corbat de la draperia i per l'altra corba, en sentit invers, del cos de l'ocell. D'altra banda, s'hi conjuguen amb el classicisme el record de Cézanne i el del cubisme. Alguns dels objectes que hi ha damunt de la taula són els que amb freqüència apareixen a les natures mortes cubistes -la fruitera, la gerra, la copa-, i la seua representació segueix el model cezannià (de cara i de dalt a baix), sense relació amb l'espai tradicional del quadre.
Aquest obra fou datada el 1913 pel seu primer propietari, D. H. Kahnweiler. Quan fou subhastada els anys 1921 i 1926, la signatura de Derain s'indicava a la part superior esquerra del darrere de la pintura. La signatura que podem veure avui dia a la part inferior fou afegida per l'artista després de la subhasta del 1926.